# Posizioni sessuali

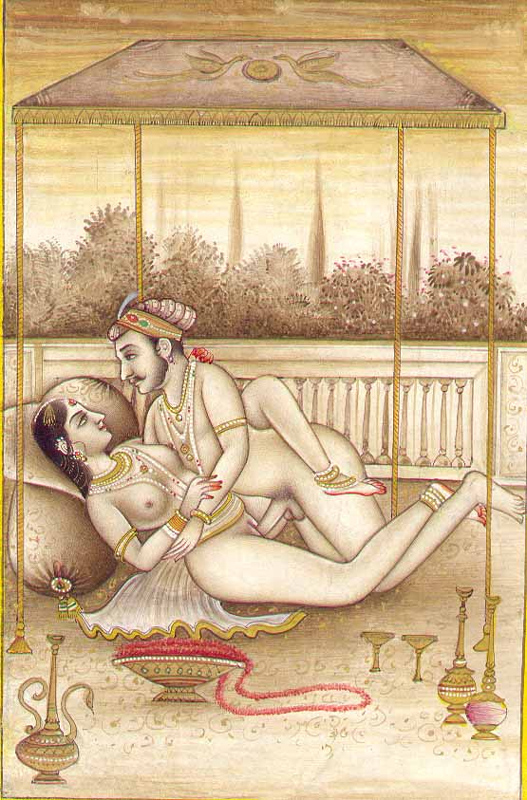
Raffigurazione tratta dall'antico manuale sessuale indiano Kāma Sūtra

Per posizioni sessuali si intendono le posizioni che si possono adottare durante l'attività sessuale e i diversi modi con cui è possibile praticare un rapporto sessuale; gli atti sessuali sono generalmente descritti dalle posizioni che i partecipanti adottano al fine di eseguire tali atti. Anche se il rapporto sessuale generalmente consiste nella penetrazione del corpo di uno dei partner, le posizioni sessuali possono comprendere anche attività sessuali non penetrative.
I rapporti sessuali comunemente praticati si possono suddividere in tre categorie: penetrazione sessuale vaginale, sesso anale e sesso orale, mentre altri atti sessuali comprendono la masturbazione solitaria o reciproca. Le posizioni che i partecipanti possono adottare in ognuno di questi tipi di atto sono numerose.

## Introduzione storica
Uno dei manuali sessuali più famosi e maggiormente studiati, nel corso dei secoli, è il testo indiano Kāma Sūtra: datato al II secolo-III secolo, elenca e descrive accuratamente tutte le posizioni che è possibile assumere durante gli incontri intimi tra partner. Oltre a questo, ci sono stati anche altri testi che hanno cercato di spiegare quali siano le migliori tecniche e posizioni sessuali; ad esempio l'Ananga Ranga o Kamaledhiplava (La barca nel mare dell'amore) del XV secolo, il Koka Sastra (o Ratirahasya-"Segreti d'amore") del XII secolo e il testo arabo quattrocentesco Il giardino profumato.
Il testo europeo più antico riguardante questo tema è il libro medioevale di origine catalana del XV secolo intitolato Speculum al foderi (Lo specchio del coito), riscoperto in epoca moderna solo nel 1970.

## Posizioni esclusivamente penetranti
Queste posizioni riguardano l'inserimento del pene o di un oggetto fallico artificiale nella vagina, nell'ano o nella bocca del partner.

### Posizione del missionario

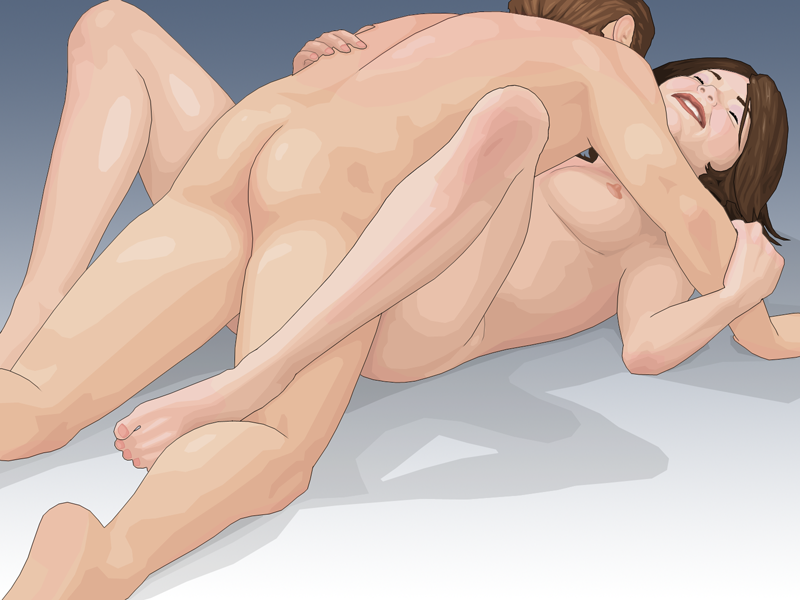
Posizione del missionario

La posizione del missionario è probabilmente la più comune tra le posizioni sessuali. Bronisław Malinowski nel suo studio sulle culture indigene del Pacifico sud-occidentale fa derivare il nome dallo stupore degli indigeni locali che, piuttosto fantasiosi in fatto di posizioni sessuali, si meravigliarono di come, al contrario, i missionari cristiani raccomandavano solo questa posizione.
Nella posizione del missionario la donna giace supina, con gli arti inferiori rilassati e aperti per facilitare la penetrazione. L'uomo si distende sul corpo della donna tenendo gli arti inferiori uniti, usando le ginocchia e i gomiti come punti d'appoggio. L'uomo prepara la penetrazione avvicinando il bacino con il pene in erezione al monte di Venere, fino a posare l'asta del pene fra le grandi labbra. Per iniziare la penetrazione gli è sufficiente individuare con il glande l'orifizio vaginale e compiere piccoli movimenti verticali del bacino.
Gli uomini non circoncisi possono denudare manualmente il glande dal prepuzio prima di iniziare la penetrazione, anche se lo stesso effetto di solito si produce spontaneamente con l'inserimento del pene nella vagina.

#### Vantaggi

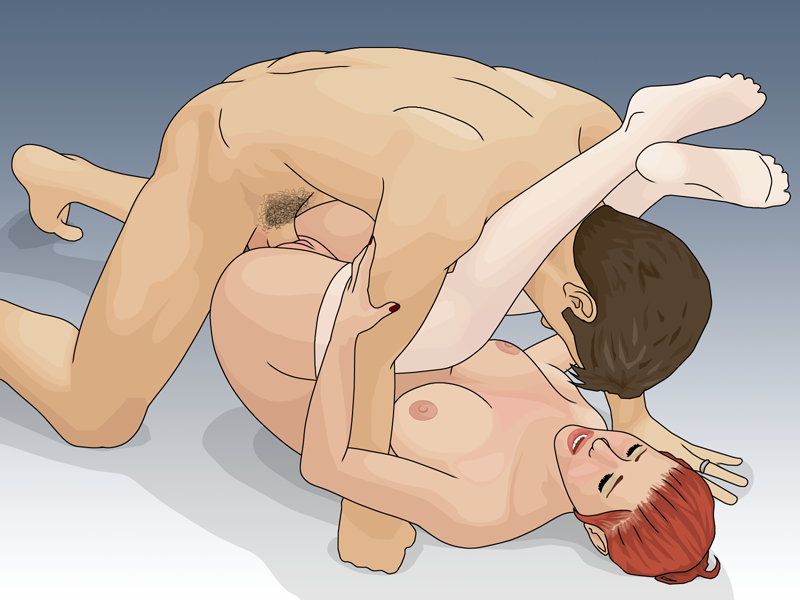
Penetrazione nella posizione "Wiener Auster" (Ostrica viennese), variante della posizione del missionario

È apprezzata soprattutto perché consente una penetrazione molto profonda. Esistono numerose varianti della posizione del missionario, nelle quali le modalità della penetrazione variano sensibilmente e che corrispondono alle diverse posizioni che la donna può far assumere ai suoi arti inferiori. Ella può tenerli distesi, piegati, sollevati, incrociati, posati coi talloni sulla schiena o sulle spalle dell'uomo, o incrociati dietro il suo collo. In quest'ultima variante, detta Ostrica viennese, la vulva della donna si presenta all'inguine dell'uomo nella posizione ottimale per la massima penetrazione, tanto da permettere il contatto dello scroto con le grandi labbra, condizione che permette, con appropriati e cauti movimenti del bacino da parte di entrambi, il delicato sfregamento dei testicoli sulle grandi labbra, fonte di ulteriore stimolazione.
La donna può anche variare l'apertura degli arti inferiori. La maggior parte di queste varianti possono essere praticate nella penetrazione anale.

#### Inconvenienti
Un eccessivo peso corporeo dell’uomo potrebbe pregiudicare un confortevole raggiungimento dell'orgasmo per la partner.

### Posizione a gambe intrecciate
La posizione a gambe intrecciate è una variante di quella del missionario. La donna si sdraia supina, con gli arti inferiori rilassati e aperti. L'uomo, con gli arti inferiori aperti, si distende sul corpo della donna, che sposta un arto inferiore fra quelli del partner. In questa posizione avviene la penetrazione, che è meno profonda e richiede da parte dell'uomo un appropriato controllo dei movimenti del bacino. Se la penetrazione riesce difficoltosa, la posizione a gambe intrecciata si può raggiungere dalla posizione del missionario, a penetrazione avvenuta.

#### Vantaggi
Il particolare angolo di penetrazione del pene nella vagina fa sì che essa stimoli prevalentemente il lato destro o sinistro della parete vaginale. La sensazione di piacere può essere piuttosto pronunciata, sia nell'uomo che nella donna. La regione pelvica dell'uomo può contribuire, esercitando una pressione sul clitoride. Questa posizione è considerata fisicamente interessante e meno impegnativa di altre.

#### Inconvenienti
Questa posizione, sarebbe secondo alcuni sconsigliata durante gli ultimi mesi della gravidanza, perché sarebbe scomoda per una donna in stato avanzato di gravidanza e perché potrebbe creare fastidi al feto.

### Posizione ventrale prona
La donna si distende prona con gli arti inferiori distesi e aperti. L'uomo si corica anch'esso in posizione prona sulla schiena della donna, tenendo gli arti inferiori distesi e chiusi. L'uomo si appoggia sulle ginocchia e soprattutto sugli arti superiori per non gravare con tutto il suo peso sul corpo della donna. In questa posizione avviene la penetrazione, che è molto profonda e ha un angolo simmetrico rispetto a quello della posizione del missionario.

#### Vantaggi
L'uomo, sostenendosi su un solo arto superiore, con le dita della mano libera può stimolare il clitoride o il seno della donna.

#### Inconvenienti
La posizione è sconsigliata in gravidanza, perché il peso dell'uomo grava comunque sulla donna, in particolare sul bacino. La donna è inoltre priva di libertà di movimento e svolge un ruolo completamente passivo: non tutte le donne possono trovarlo gratificante e alcune donne possono avvertire una sensazione di costrizione fisica e/o psicologica.
Per alcuni uomini la penetrazione può essere scomoda e per alcune donne può risultare dolorosa. Se le spinte pelviche dell'uomo sono forti e ampie, il pene può scivolare fuori dalla vagina.

### Posizione con donna sopra (smorzacandela)

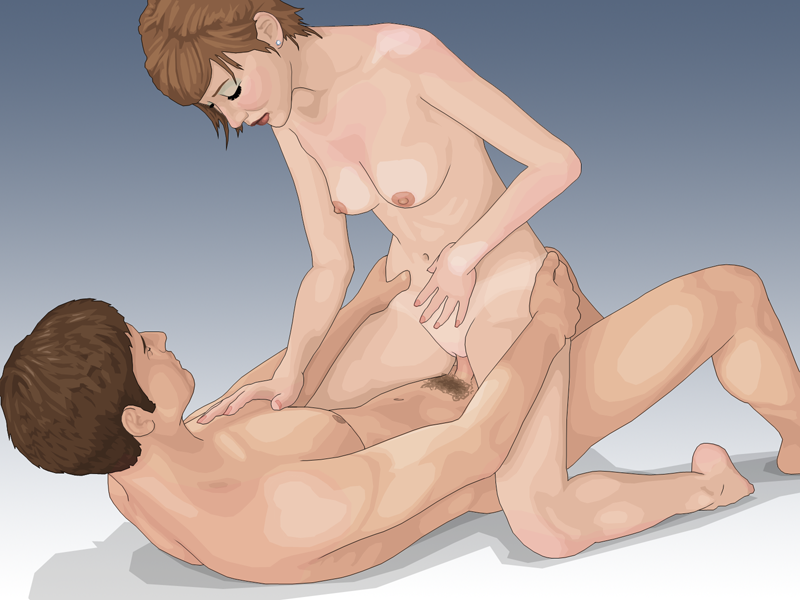
Posizione dell'amazzone

In questa posizione, chiamata anche "dello smorzacandela" o "dell'amazzone", l'uomo si sdraia supino con gli arti inferiori semi-aperti; la donna si posiziona a cavalcioni sui genitali dell'uomo, con gli arti inferiori aperti e le ginocchia piegate, rimanendo seduta con il busto eretto, oppure sdraiata sull'uomo. In entrambe le varianti, la donna sceglie se dare la faccia o le spalle all'uomo: nella variante "sdraiata", nel primo caso essa giace prona sull'uomo, nel secondo caso giace supina. Se il pene è in erezione, posizionandolo in verticale, la donna, adagiandosi su di esso, potrà facilmente iniziare la penetrazione vaginale o anale (è la medesima posizione che la donna assume per prepararsi a una doppia penetrazione).

#### Vantaggi
La penetrazione è profonda. La donna può condurre il rapporto sessuale, dato che è a cavalcioni sull'uomo, regolando il ritmo e la profondità della penetrazione. Una preferenza femminile per questa posizione può dipendere appunto dalla sensazione di maggiore libertà e di maggior controllo dell'atto sessuale. Il ritmo della penetrazione può essere influenzato anche dall'uomo, facendo perno sui piedi. Inoltre, se la donna lo gradisce, risulta agevole per l'uomo stimolarle i seni, i capezzoli e i glutei.
Nella variante "sdraiata", la donna gode della stessa libertà di influenzare ritmo e profondità della penetrazione, a meno che l'uomo non la tenga abbracciata o bloccata sul busto o sulla vita, limitandone l'autonomia di movimento e mantenendo un maggior controllo del rapporto. Se la donna giace prona, è possibile per i partner scambiarsi dei baci passionali. Inoltre le natiche della donna sono ben esposte, risultando agevole per l'uomo stimolarle e, se la donna lo gradisce, separarle i glutei, sculacciarla o penetrarne l'ano delicatamente con uno o più dita, incrementando la sensazione di piacere. A tale scopo l'uomo può usare anche giocattoli sessuali, quali vibratori, dildo o butt plug. Se la donna s'inclina all'indietro, l'uomo può stimolare con le mani il seno, l'addome e il clitoride della partner.
Nella variante descritta come "posizione coitale laterale", raccomandata da William Masters e Virginia Johnson e preferita dopo averla provata dai tre quarti dei partecipanti eterosessuali allo studio condotto dai due ricercatori, prevede che l'uomo stia sdraiato sulla schiena mentre la donna rotola leggermente di lato di modo che il bacino rimanga sopra quello del partner mentre col resto del corpo gli si pone a fianco.
La posizione dello smorzacandela inoltre è perfetta anche per la penetrazione anale, di conseguenza non si limita a partner eterosessuali.
Nella penetrazione vaginale, il glande dell'uomo può comprimere il collo dell'utero, procurando dolore alla donna; nella penetrazione anale, l'improvvisa penetrazione del pene può causare dolore e, potenzialmente, anche lesioni all'ano o all'intestino retto della donna. Se la donna ha una corporatura notevole, l'uomo potrebbe accusarne il peso sul proprio bacino.
La variante "sdraiata" è esente da tali inconvenienti, perché il peso della donna grava prevalentemente sul torace dell'uomo e per il sesso anale è quindi più indicata.

### Da dietro

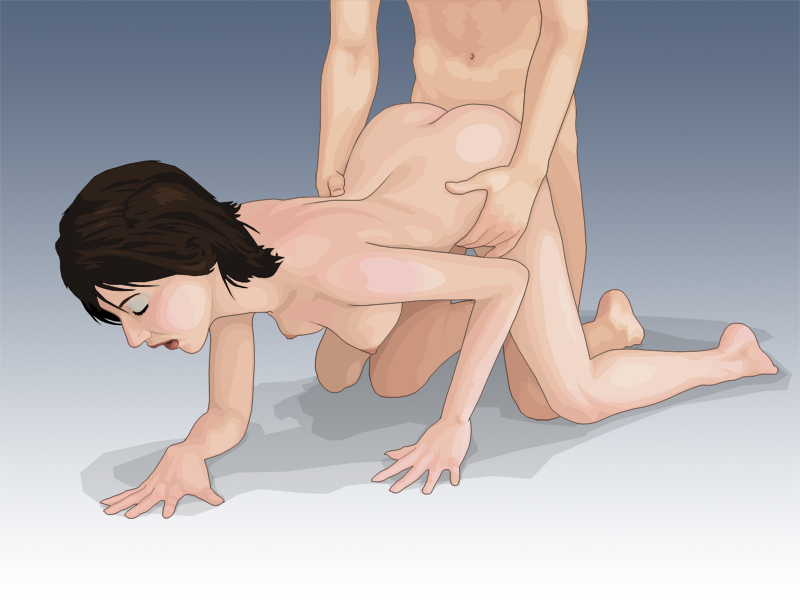
Posizione "alla pecorina": variante classica

Questa posizione imita la postura generalmente assunta dai mammiferi durante l'accoppiamento (in latino more ferarum, ossia alla maniera delle bestie), in inglese doggy style (nello stile dei cani), volgarmente "alla pecorina" o "della vacca". È necessariamente l'uomo a guidare il rapporto: la posizione non consente infatti alla donna di svolgere un ruolo realmente attivo, ma solo di seguire parzialmente i movimenti determinati dall'uomo assecondandoli, a seconda del proprio affiatamento con il partner. La posizione si presta sia alla penetrazione vaginale sia a quella anale.
La donna si inginocchia e si pone a gattoni, con gli arti inferiori leggermente aperti, appoggiando il peso sulle braccia e sulle gambe, ed esponendo le natiche e la parte inferiore della vulva. Per aumentare la loro esposizione e facilitare la penetrazione profonda da parte dell'uomo, la donna dovrebbe inclinarsi in avanti, abbassando la testa e le spalle, fino a poggiare la faccia e parte del torso sulla superficie di appoggio. L'uomo si posiziona posteriormente alla donna, in piedi o in ginocchio, secondo l'altezza del piano di appoggio della donna.
L'uomo, separando leggermente con le dita le grandi labbra, posiziona il glande all'ingresso della vagina e inizia la penetrazione, che può guidare a suo piacimento stringendo saldamente con le mani la vita, i fianchi o le natiche della donna. La donna può solamente assecondare la penetrazione con limitati movimenti del bacino a seconda della libertà di movimento concessale dal partner, che comunque risulta di norma gratificante soprattutto per l'uomo. Se la donna lo chiede, l'uomo può stimolarle il clitoride con le dita.
In caso di rapporto anale, l'uomo dovrà porsi leggermente più in alto per raggiungere l'orifizio anale: la penetrazione avverrà con il pene leggermente inclinato verso il basso. Sia nella penetrazione vaginale sia in quella anale, l'uomo può inclinarsi in avanti con il busto, appoggiando il petto sulla schiena della donna: in questa posizione potrà abbracciarla, toccarle, palparle e massaggiarle il seno con le mani, oppure guidare i movimenti della partner afferrandole le spalle o i capelli.

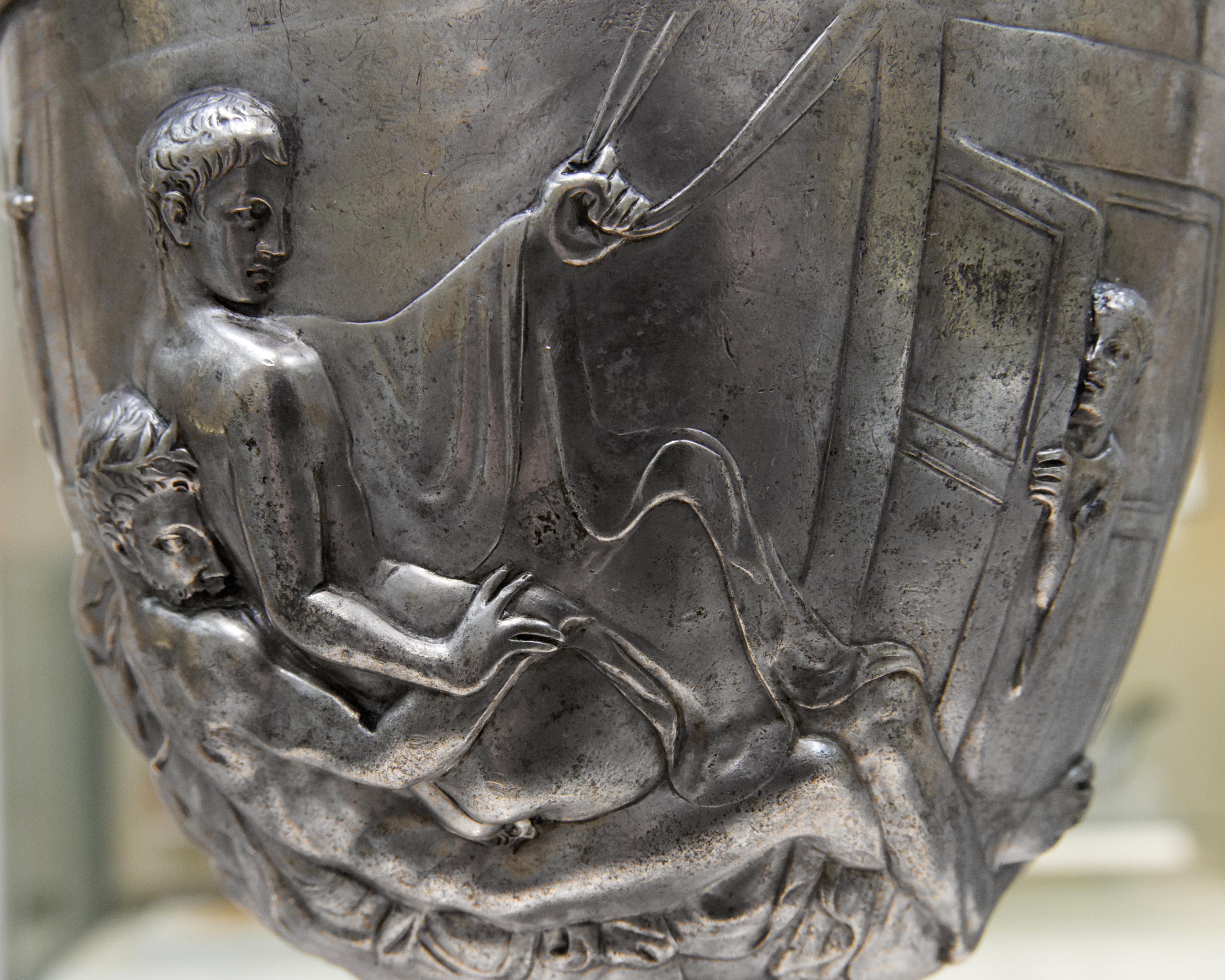
Warren Cup, I secolo d.C., illustrazione della variante del cucchiaio tra due maschi

Nella variante detta "del cucchiaio" si attua la posizione da dietro, ma stando sdraiati di fianco e guardando nella stessa direzione.
Nella variante detta "posizione della segretaria", la donna, restando in piedi con gli arti inferiori leggermente aperti, si inclina in avanti, poggiando le mani o il torso su un piano orizzontale (un tavolo o una scrivania, da cui il nome) e, se possibile, afferrandone il bordo con le dita. In questa posizione è utile porre un cuscino tra le cosce della donna e il bordo della scrivania o del tavolo, al fine di limitare la possibilità di contusioni conseguenti alle spinte ricevute da dietro.

#### Vantaggi
La posizione può stimolare l'immaginario erotico maschile associato alla potenza e al dominio sessuale e quello femminile associato alla passività e alla sottomissione. Trova ampia applicazione nelle pratiche BDSM e consente la pratica dello spanking.

#### Inconvenienti
La posizione può essere faticosa e dolorosa da mantenere a lungo per alcune donne. È considerata fra le posizioni sessuali meno "romantiche", dato che impedisce ai partner una serie di dinamiche relazionali, come guardarsi e baciarsi durante l'accoppiamento. Per la donna, nel caso di insufficiente affiatamento con il partner, può comportare imbarazzo e talvolta timore e senso di vulnerabilità, dovuti all'esposizione completa dei genitali esterni, delle natiche e dello sfintere anale. Una percentuale significativa di donne considerano molto umiliante la penetrazione "da tergo" per la sua "animalità" e per la sensazione di dover subire il rapporto in condizione di totale passività, unicamente per compiacere il partner.

### Posizione seduta o in ginocchio

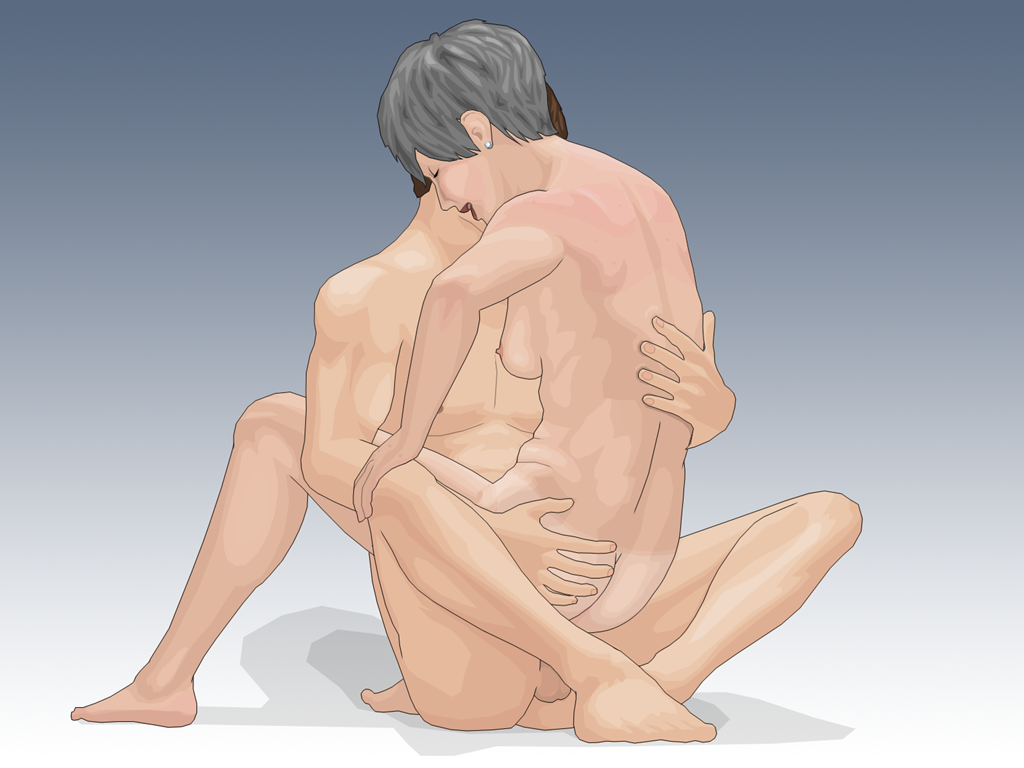
Posizione seduta

Il partner penetrante sta seduto su una sedia, l'altro gli si siede in braccio, i piedi sul pavimento, o faccia a faccia o dandogli le spalle; quando invece sta seduto avvolgendo le gambe attorno al partner, questa variante è detta "martellante" (secondo la traduzione di Richard Francis Burton de Il giardino profumato).
Se il partner penetrante si siede a gambe incrociate si chiama "posizione del loto".
Il partner penetrante sta inginocchio mentre l'altro giace sulla schiena, con le caviglie appoggiate sulle sue spalle.

### In piedi

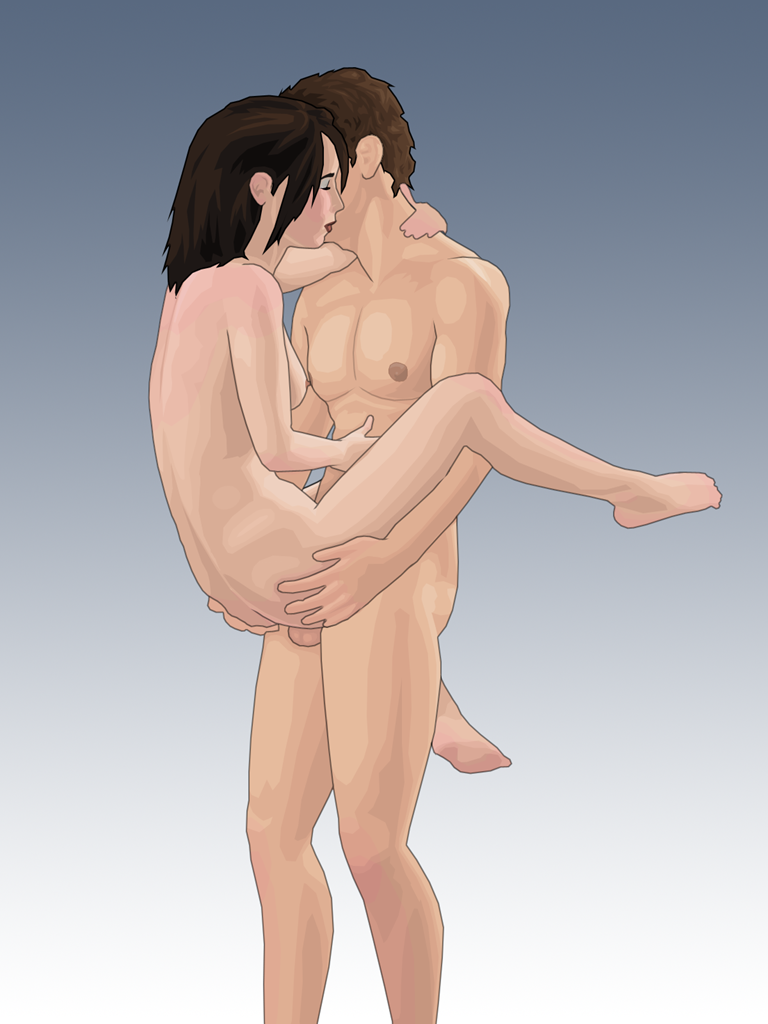
Posizione in piedi detta "congresso sospeso"

Nella posizione classica entrambi i partner stanno in piedi, uno di fronte all'altro, solitamente con uno dei due che appoggia la schiena al muro; una variante è quella che vede il partner ricevente preso in braccio dall'altro, che lo sostiene con le mani poste sotto le sue natiche: il Kāma Sūtra chiama tal postura "congresso sospeso".

### Posizioni meno comuni
- T-square

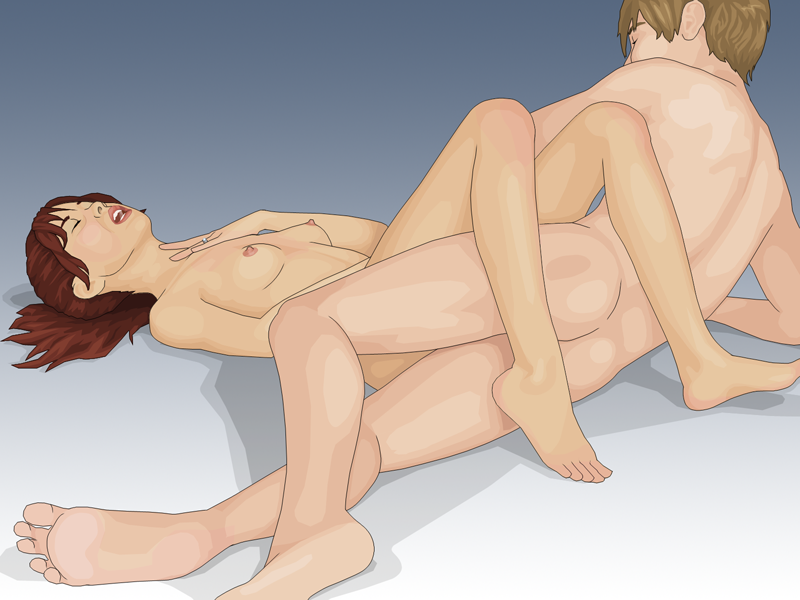
Posizione detta T-square

Il partner ricevente giace sulla schiena con le ginocchia e le gambe divaricate, l'altro si trova a lato perpendicolarmente ad esso, con i suoi fianchi sotto l'arco formato dalle gambe del partner ricevente.

## Posizioni non esclusivamente penetranti
Sesso orale è il termine dato alla stimolazione dei genitali con la bocca, che può essere penetrante o meno e può avvenire prima o dopo il rapporto vaginale/anale; ha un moltitudine di varianti e può essere anche eseguito contemporaneamente da entrambi.

## Posizioni non penetranti
Il sesso non penetrativo è l'attività sessuale che esclude la penetrazione sessuale, spesso include lo strofinare i genitali sul corpo del partner e può comprendere diverse posizioni. Come parte dei preliminari sessuali o per evitare la penetrazione, vi sono diverse varietà di comportamenti non penetranti, che possono o meno portare all'orgasmo.
Frottage o masturbazione reciproca, con la mano o con i piedi, tra i seni (vedi spagnola), il rapporto ascellare (con il pene sotto l'ascella), il controllo dell'orgasmo e la meditazione orgasmica (o sesso lento) sono alcune di queste. Anche il sesso intercrurale e il tribadismo fanno parte delle posizioni non penetranti.

## Sesso di gruppo

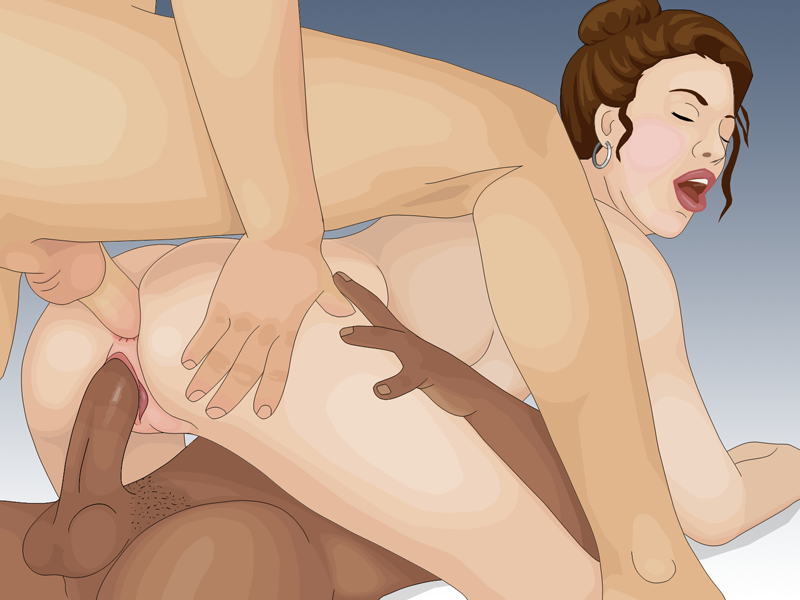
Threesome con doppia penetrazione

Il sesso di gruppo comprende l'attività sessuale svolta da tre, quattro o più persone assieme. Mentre il sesso di gruppo non implica che tutti i partecipanti debbano necessariamente entrare in contatto sessuale con tutti gli altri contemporaneamente, alcune posizioni sono possibili solo con tre o più persone.